# Чомаковци
Чома̀ковци е село в Северна България в община Червен бряг, област Плевен.

## География
Село Чомаковци се намира на 6 км от Червен бряг и на 52 км от Плевен, на брега на р. Искър. При селото река Габърска се влива в Искър.
Чомаковци е разположено в средната част на Дунавската хълмиста равнина, а надморската му височина е около 100 м. Климатът в района на селото е умерен и се характеризира с горещо и сухо лято, докато зимата е студена и с обилни снеговалежи.

## Население и обществени институции
Постоянното население на селото е около 1036 души.
В селото функционират кметство, целодневна детска градина, читалище, църква, магазини. В селото има основно училище и професионална гимназия. Най-близката болница е в гр. Червен бряг – МБАЛ – Червен бряг, където има и други здравни заведения. В селото работи лекарски кабинет и стоматологичен кабинет.
Чомаковци е с добре поддържана пътна инфраструктура. Има изградени електрическа и водопреносна мрежи, частична канализация.

## История
До 1946 г. името на селото е Чумаковци.
В древността на това място са били разположени три тракийски селища с предполагаемото общо име Зетнукорту. Населението е било съставено от тракийското племе трибали. По-късно, по време на Римската империя, името на селището е Помпеанополис. Оттогава са останали римски мозайки, съхранявани в Регионален исторически музей - Враца. Римският град е притежавал добре укрепена крепост, обградена от две реки - Искър и Габарска. Оттук е минавал и стратегическият за тези времена път от Сердика до Ескус (днес с. Гиген). От Ескус до Чомаковци Искър е бил плавателен.
Наблизо през средновековието е имало манастир.
В началото на османското робство, а вероятно и по време на Втората българска държава, селото е влизало в кааза (област) Мроморнича (бълг. Мраморница). До 15 век селото се е наричало Драс брод. Население 1293 души, мъже 612, жени 681. През 1881 г. е било 1082 жители.
За първото училище в селото има данни още от 1860 г.
Един от първите вишисти, завършили Богословския факултет към Софийския университет през 1931 г., е протойерей Стефан Георгиев Правчански (1906-1981), дългогодишен енорийски свещеник в храма „Свето Успение Богородично“. Родом от селото е Тано Цолов (1918-1990), български политик и член на ЦК на БКП (1957-1981). В селото е роден и починал големият български статистик доц. Иван Батьов (1931 - 2007). Завършил е ВФСИ "Д. А. Ценов" - Свищов (1954), специалности Планиране и Статистика. Бил е избран за доцент във ВИИ "К. Маркс" (1982). Къщата му се намира на ул. „Ал. Стамболийски“ №9. В гробищния парк на Чомаковци е погребана доц. д-р Веселина Димитрова (преподавател в Софийския университет, специалист по методика на обучението по физика, защитила кандидатска дисертация в Харков през 1979 г.). 
В миналото в селото са живели и помаци, които се изселили на юг след 1876 г. Към 1893 г. в селото са останали само 92 помаци.

## Поминък
Село Чомаковци има 20 073 дка земеделска земя. Тя се стопанисва от 4 арендатори, 1 земеделска кооперация и частни стопани. Има и потребителна кооперация ПК „Митко Лаков“, произвеждаща книжен канап.

## Образователни и културни институции
- Основно училище „Хр. Ботев“ има 130 ученика и 8 паралелки.
- Професионалната гимназия по земеделско стопанство „Александър Стамболийски“, където през 2003/2004 година се обучават 184 ученици в 10 паралелки с три профила.
- Читалището в селото е основано през 1903 г. Сегашното народно читалище „Митко Лаков“ има една от най-красивите сгради в общината.
- Детска градина „Щастливо детство“.
- Православен храм „Свето Успение Богородично“.

## Културни и природни забележителности
- Праисторически селища в местностите Ореша и Маркова могила.
- Антична крепост в района на селото.
- Антична мозайка в селото, съхранявана в РИМ-Враца.
- Църква „Св. Покров Богородичен“. Построена в 1890 г., църквата е еднокорабна, едноапсидна, с купол и камбанария над входа от запад. Архитектурно заснемане П. Йокимов. Литература: 173, 178, 179, 637.
- Тракийска крепост „Калето“ се намира на 2.4 км югоизточно от селото в района на каменната кариера. Крепостта заема площ от около 30 дка. От север, запад и юг възвишението, на което се намира е с отвесни или почти отвесни склонове. Достъпна е само от изток, където е изграден вал с окоп в посока север-юг. При разработването на каменната кариера, валът е разрушен на места. Насипът се състои от пръст, камъни и обгорели греди, навярно от дървена конструкция на палисада. Валът е запазен в по-голямата си част с ширина 8-10 m и височина на места повече от 2 m. Крепостта е датирана от 4 в. пр.н.е. Надморска височина: 180 м. GPS координати: 43* 18’52” с.ш. и 24* 05’25” и.д.[4]
- Антична и средновековна крепост „Чомаковско градище“/„Помпеанополис“/„Зетнукорту“. Крепостта се издигала на равното място затворено между река Искър и река Габърска (Чомаковска) в границите на днешното село. Покрай града е минавал античният път Ескус-Сердика. Първи сведения за укрепения град се намират у Ф. Каниц, К. Шкорпил, Ив. Велков, Б. Геров и др. Крепостният зид е граден от камъни, споени с бял хоросан, дебел 2.9 m. Той е затварял пространство от близо 150 дка с неправилна четириъгълна форма. По зида е имало кули. Намирани са латински надписи. Намерен е и некрополът на града. В днешно време на мястото на крепостта е поставен само упоменателен камък. Надморска височина: 95 m GPS координати: 43°19’16” с.ш. и 24°03’49” и.д. [4]

## Редовни събития
- Всяка последна неделя на октомври се провежда събор.
- Храмов празник – 15 август.